# Liu Yongfu
Liu Yongfu (Liú YǒngfúP, Liu2 Yung3-fu2W; vietnamita: Lưu Vĩnh Phúc; 1837 – 1917) è stato un generale cinese e il comandante del celebre Esercito della bandiera nera. Conquistò la fama di patriota cinese combattendo contro l'espansione coloniale francese nel nord del Vietnam (Tonchino) negli anni 70 e nei primi anni 80 del XIX secolo. Durante la guerra franco-cinese (agosto 1884–aprile 1885) stabilì una stretta amicizia con lo statista e generale cinese Tang Jingsong, e nel 1895 aiutò Tang ad organizzare la resistenza all'invasione giapponese di Taiwan. Fu l'ultimo capo di stato dell'effimera Repubblica di Taiwan (5 giugno 1895–21 ottobre 1895).

## Primi anni
Liu Yongfu nacque il 10 ottobre 1837 nella città di Qinzhou (Ch'in-chouW, 欽州T) nella Cina meridionale, vicino al confine con il Vietnam. Qinzhou, ora nella provincia di Guangxi, era a quel tempo nell'estremo sud-ovest della provincia di Guangdong. Il luogo di origine della famiglia di Liu, di etnia Hakka, era il villaggio di Popai nella provincia di Guangxi. Quando Liu aveva otto anni i suoi genitori si trasferirono a ShangsizhouP (Shang-ssu-chouW, 上思州T) nel Guangxi. La famiglia di Liu era povera e riusciva appena a racimolare qualcosa per vivere. 
Nel 1857 Liu Yongfu, divenuto soldato di fortuna, comandò nella provincia di Guangxi un gruppo di circa 200 uomini facente parte di un gruppo di banditi più grande guidato da Huang SihongP (黃思宏T). Lasciato questo gruppo insieme ai suoi uomini, si unì alla banda di Wu YuanqingP (Wu Yuan-ch'ingW, 吳元清T) e assunse come insegna la propria bandiera, di colore nero. Liu, che da giovane aveva sognato di diventare un famoso "Generale della Tigre Nera", organizzò una cerimonia che ricordava i rituali del tiandihui (吳元清T) e diede vita a quello che divenne poi noto come l'Esercito della bandiera nera (o Bandiere nere). L'esercito operava come unità indipendente della banda comandata da Wu YuanqingT e dal figlio e successore di quest'ultimo, Wu YazhongT (Wu Ya-chungW, 吳亞終T) noto anche come Wu HezhongP e Wu AzhongP (Wu Ah-chungW, 吳阿忠T). Pur non facendo parte delle forze Taiping, sia Wu Yuanqing sia Wu Yazhong rivendicavano di essere "principi" Taiping.
La caduta di Nanchino, il crollo del Regno Celeste di Taiping e il riaffermarsi del controllo delle forze imperiali sul sud-ovest della Cina, costrinsero Wu Yuanqing e Liu a ritirarsi nel 1865 fra le montagne del Tonchino settentrionale. Nel 1868, dopo aver lasciato il gruppo di Wu Yuanqing, Liu marciò attraverso il Tonchino settentrionale alla guida delle sue Bandiere nere, reclutando man mano altri uomini ed accampandosi infine presso Sơn Tây, sulla riva meridionale del Fiume Rosso.
Le regioni montuose del Tonchino occidentale erano abitate da tribù che non riconoscevano la sovranità del governo vietnamita. Queste tribù, temendo che le Bandiere nere potessero rappresentare una minaccia, si prepararono ad attaccarle, ma Liu riuscì a sconfiggerli con un attacco a sorpresa. Il governo vietnamita aveva notato l'efficienza dell'Esercito della bandiera nera: giunto alla conclusione che sarebbe stato difficile allontanarlo dal suo territorio e che Liu poteva essere un utile alleato contro le tribù ribelli, nel 1869 prese quest'ultimo al proprio servizio, riconoscendogli un grado militare nell'esercito vietnamita. A condizione che continuasse ad agire in conformità con il suo ruolo di governatore militare vietnamita, le autorità vietnamite promisero di non disturbare il leader delle Bandiere nere.

## Bandiere nere e Bandiere gialle

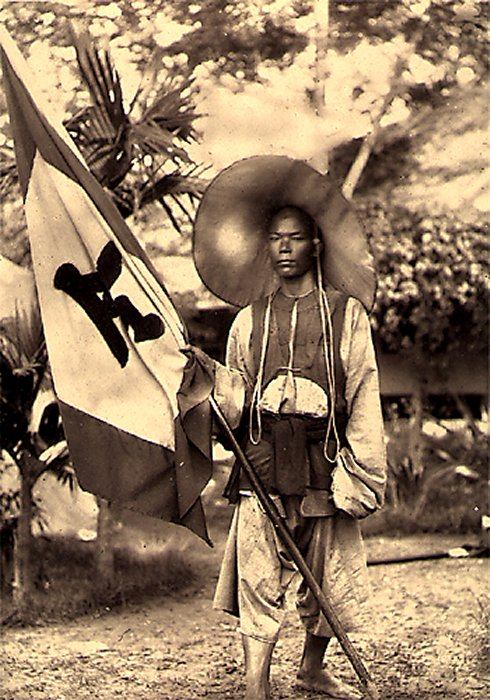
Un soldato dell'Esercito della bandiera nera, 1885

Avendo assicurato la sua base, Liu iniziò a estendere le sue ambizioni. La sua intenzione era quella di ritagliarsi un piccolo impero che controllasse l'alto corso del Fiume Rosso. Il suo primo obiettivo fu quindi la città di confine di Lào Cai, che era stata recentemente occupata da un gruppo di banditi cantonesi al comando di He JunchangP (Ho Chun-ch'angW, 何均昌T). Questa banda era alleata con l'Esercito delle bandiere gialle, una forza fondata da Huang ChongyingP (Huang Ch'ung-yingW, 黃崇英T) sul modello dell'Esercito delle bandiere nere, ma circa tre volte più grande. Il tentativo di Liu di occupare Lào Cai fu causa dello scontro con le Bandiere Gialle. Le truppe di entrambi gli eserciti si mossero con cautela all'interno della città, mentre i loro capi fingevano di negoziare. Dopo aver tentato senza successo di uccidere Liu facendo esplodere una mina, le Bandiere gialle attaccarono a sorpresa le Bandiere nere ma, nonostante la loro superiorità numerica, furono sconfitte e scacciate dalla città. Lào Cai rimase nelle mani delle Bandiere Nere fino al 1885, diventando la principale roccaforte di Liu.
Nel 1869 Liu ottenne il favore anche delle autorità cinesi, al servizio delle quali partecipò ad una campagna punitiva contro le Bandiere gialle. La spedizione cinese era comandata dal generale Feng Zicai, che sarebbe diventato famoso durante la guerra franco-cinese per aver sconfitto una colonna francese nella battaglia di Bang Bo (24 marzo 1885). In un'azione militare nota come "l'assalto dei tredici passi", le Bandiere Nere si fecero strada attraverso le montagne e attaccarono il quartier generale di Huang Chongying a Hà Giang, una città sul Fiume Chiaro presso il confine con lo Yunnan. Anche se i cinesi e le Bandiere nere non riuscirono ad annientare le Bandiere gialle, queste subirono una severa sconfitta e furono costrette a rifugiarsi sulle montagne. Feng premiò Liu per il suo aiuto offrendogli un incarico onorario nell'esercito cinese.
Negli anni successivi Liu organizzò una redditizia attività di estorsione a danno del commercio sul Fiume Rosso tra Sơn Tây e Lào Cai. I commercianti erano tassati del 10% sul valore delle loro merci. I profitti che derivavano da questa attività erano così grandi che l'esercito di Liu aumentò di numero durante gli anni 70 del XIX secolo, attirando nelle sue file avventurieri da tutto il mondo. Anche se la maggior parte dei soldati erano cinesi, molti degli ufficiali inferiori erano europei e americani. Alcuni di questi avevano partecipato alla ribellione di Taiping, e Liu sfruttò la loro esperienza per trasformare l'Esercito della bandiera nera in una formidabile forza di combattimento. Liu arrivò a comandare nel Tochino 7000 soldati provenienti del Guangdong e del Guangxi.

## Liu Yongfu e Francis Garnier

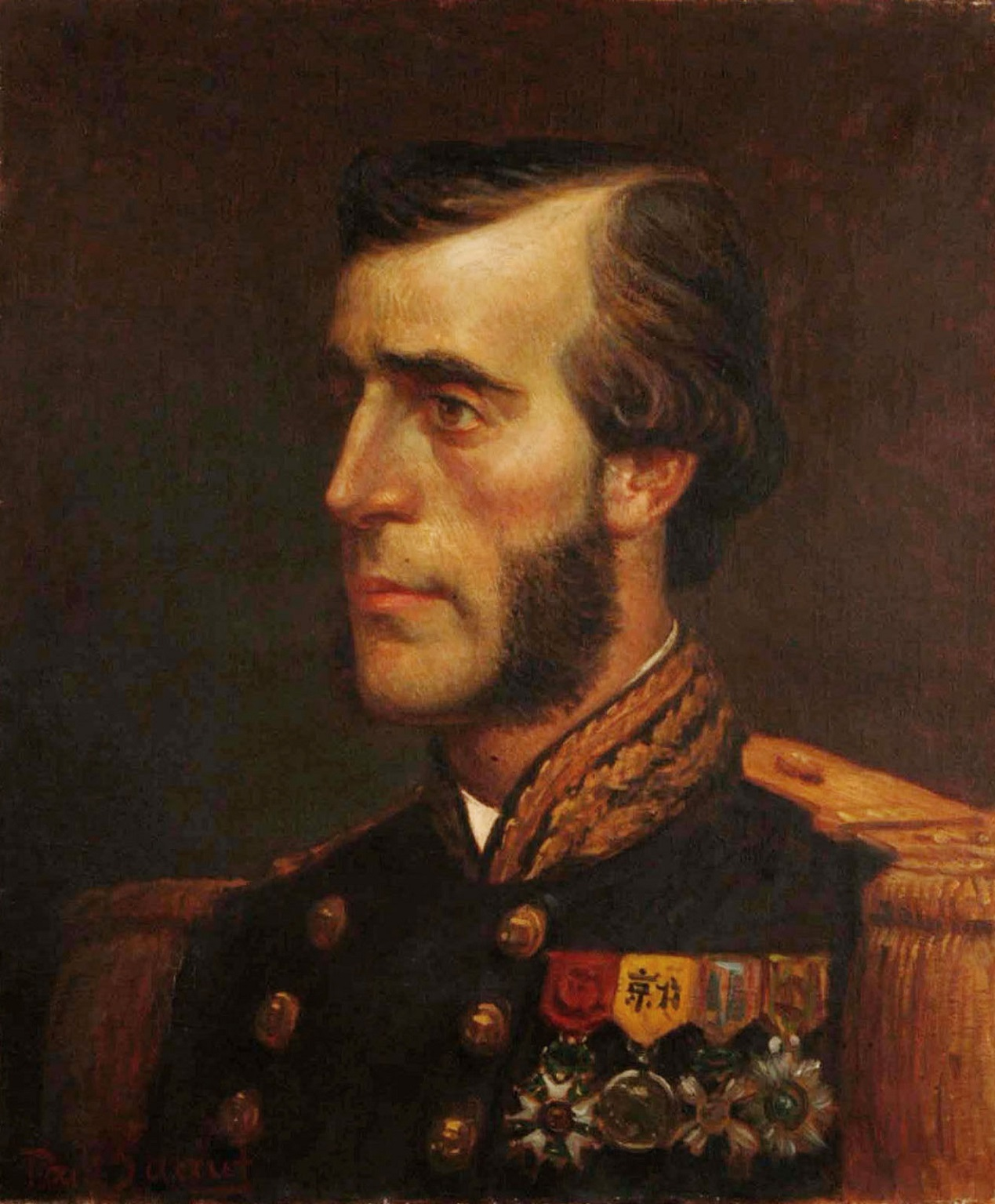
Il tenente di vascello Francis Garnier

Nel 1873 il governo vietnamita chiese l'aiuto dell'Esercito della bandiera nera per sconfiggere il primo tentativo francese di conquistare il Tonchino, guidato dal tenente di marina Francis Garnier. Il 21 dicembre 1873 Liu e circa 600 Bandiere nere, marciando sotto un enorme stendardo nero, si avvicinarono alla porta occidentale di Hanoi, seguiti da un grande esercito vietnamita. Garnier cominciò a bombardare le Bandiere nere con un pezzo da campo montato sopra la porta e, quando cominciarono a ritirarsi, condusse un gruppo di 18 fanti di marina francesi fuori dalla città per metterle in fuga. L'attacco fallì. Garnier e tre dei suoi uomini caricarono in salita, attaccando alla baionetta un gruppo di Bandiere nere, ma fu trafitto a morte da alcuni soldati delle Bandiere Nere dopo essere inciampato mentre attraversava un corso d'acqua. La giovane enseigne de vaisseau Adrien-Paul Balny d'Avricourt guidò una colonna altrettanto piccola fuori dalla cittadella per sostenere Garnier, ma anche lui morì guidando i suoi uomini. Altri tre soldati francesi persero la vita in queste sortite; gli altri si rifugiarono nella cittadella dopo la morte dei loro ufficiali. Nonostante la morte di Garnier il tentativo di riprendere Hanoi fallì e i francesi mantennero il controllo della maggior parte del Delta del Fiume Rosso. Il governo francese disapprovò le conquiste non autorizzate che erano state fatte dagli uomini di Garnier e il tenente Paul Philastre fu inviato per allontanarli dalle città che avevano occupato e ricondurli a Saigon nel febbraio 1874.

## Liu Yongfu e Henri Rivière
Nell'aprile 1882 il capitano di marina Henri Rivière catturò la cittadella di Hanoi, a riprova delle ambizioni coloniali francesi nel Tonchino. Nell'aprile del 1883, in seguito alla presa di Nam Định da parte di Rivière (27 marzo 1883), i cinesi e i vietnamiti arruolarono nuovamente l'Esercito della bandiera nera per affrontare i francesi.
Il 10 maggio 1883 Liu lanciò una sfida i francesi con un messaggio di scherno ampiamente affisso sui muri di Hanoi:
«Il valoroso guerriero Liu, generale e governatore militare delle tre province, ha deciso di fare la guerra. Fa questo proclama ai banditi francesi: tutti sanno che siete dei ladri. Le altre nazioni vi disprezzano. Ogni volta che venite in un paese, affermate di essere venuti a predicare la fiducia, ma in realtà volete sobillare gli abitanti con false voci. Affermate di essere venuti per commerciare, ma in realtà state complottando per impadronirvi del paese. Vi comportate come animali selvaggi. Siete feroci come tigri e lupi. Da quando siete arrivati in Vietnam, vi siete impadroniti delle città e avete ucciso i governatori. I vostri crimini sono numerosi come i capelli sulla testa. Vi siete impadroniti della dogana e vi siete impadroniti delle entrate. Questo crimine merita la morte. Gli abitanti sono stati ridotti in miseria e il paese è quasi in rovina. Dio e gli uomini vi detestano. Il cielo e la terra vi respingono. Ora mi è stato ordinato di fare la guerra. I miei tre eserciti si sono ammassati come nuvole. I miei fucili e i miei cannoni sono tanti quanti gli alberi della foresta. Siamo ansiosi di attaccarvi nella vostra tana del diavolo e di sopprimere tutti i sudditi sleali. Ma il benessere del paese mi pesa molto. Non posso sopportare di trasformare Hanoi in un campo di battaglia, rovinando i suoi mercanti e la sua gente. Quindi faccio prima questo proclama: voi banditi francesi, se pensate di essere abbastanza forti, mandate la vostra marmaglia di soldati a Phủ Hoài per combattere in campo aperto con i miei guerrieri-tigre, e allora vedremo chi è il più forte. Se avete paura di venire, tagliate le teste dei vostri capi e presentatemele. Poi restituite le città che avete preso. Io sono un comandante misericordioso e vi lascerò vivere, miserabili formiche. Ma, se indugiate, il mio esercito prenderà la vostra città e vi ucciderà tutti, e nemmeno un filo d'erba segnerà dove vi trovavate. Dovete scegliere tra la felicità e il disastro. La vita non è che un passo dalla morte. Ricordate bene le mie parole».

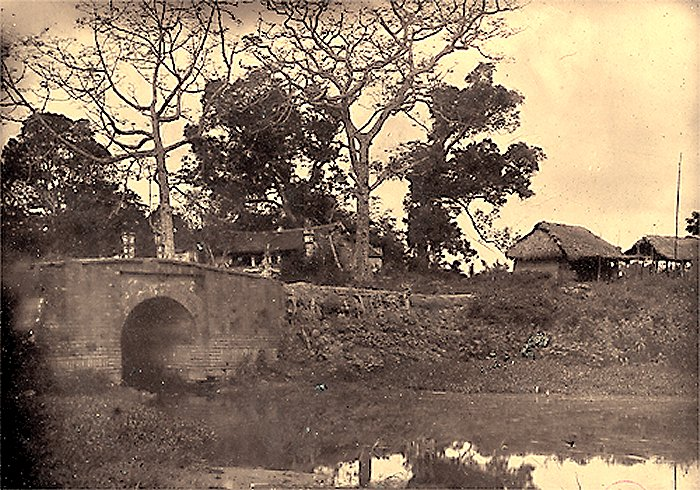
Pont de Papier

Il 19 maggio 1883 Rivière uscì da Hanoi per attaccare le Bandiere nere. La sua piccola forza (circa 450 uomini) avanzò senza le dovute precauzioni, cadendo in un'imboscata ben preparata delle Bandiere nere al "Ponte di carta" (Pont de Papier), poche miglia a ovest di Hanoi. Nella battaglia di Cầu Giấy (o battaglia del Ponte di Carta) i francesi furono circondati su due lati e solo con difficoltà riuscirono a riorganizzarsi e a ripiegare su Hanoi. Come Francis Garnier dieci anni prima, Rivière fu ucciso nella battaglia.

## Sơn Tây, Bắc Ninh e Hưng Hóa
Liu iniziò con successo una campagna contro i francesi. Fu coinvolto in due azioni nell'autunno del 1883, la battaglia di Phủ Hoài (15 agosto 1883) e la battaglia di Palan (1º settembre 1883). In entrambe le battaglie l'Esercito della bandiera nera subì gravissime perdite, ma non fu seriamente danneggiato come forza combattente. Nel dicembre 1883, tuttavia, Liu subì una grave sconfitta ad opera dell'ammiraglio Amédée Courbet, durante la campagna di Sơn Tây. Nonostante avessero combattuto con fanatico coraggio negli scontri di Phu Sa (14 dicembre 1883) e di Sơn Tây (16 dicembre 1883), le Bandiere nere non furono in grado di impedire ai francesi di prendere d'assalto Sơn Tây. Pur essendo affiancato da grandi contingenti di truppe regolari cinesi e vietnamite, l'Esercito della bandiera nera si trovò a sopportare il peso maggiore dei combattimenti e subì perdite molto pesanti.
Offeso dal fatto che i suoi alleati cinesi e vietnamiti avevano fatto poco per sostenere l'Esercito della bandiera nera a Sơn Tây, Liu rimase in disparte durante la campagna di Bắc Ninh (marzo 1884). Dopo la cattura francese di Bắc Ninh, Liu si ritirò con l'Esercito della bandiera nera a Hưng Hóa. Nell'aprile 1884 i francesi avanzarono su Hưng Hóa con entrambe le brigate del Corpo di spedizione del Tonchino. Le Bandiere nere avevano eretto una serie impressionante di fortificazioni intorno alla città, ma il generale Charles-Théodore Millot, il comandante in capo francese, la prese senza una sola vittima francese. Mentre la 2ª brigata del generale François de Négrier bloccava frontalmente le Bandiere nere e sottoponeva Hưng Hóa a un feroce bombardamento di artiglieria dalle alture di Trung Xa, la 1ª brigata del generale Louis Brière de l'Isle faceva una marcia di fianco verso ovest per tagliare la linea di ritirata di Liu. La sera dell'11 aprile 1884, vedendo i Turcos e la fanteria marina di Brière de l'Isle emergere dietro il loro fianco a Xuan Dong, le Bandiere nere evacuarono Hưng Hóa prima di rimanere intrappolate al suo interno. Incendiarono gli edifici rimasti prima di andarsene e il mattino seguente i francesi trovarono la città completamente abbandonata.
Liu ora ripiegò lungo il Fiume Rosso fino a Thanh Quan, a pochi giorni di marcia dalla città di frontiera di Lào Cai. Nel caso i francesi lo avessero inseguito, era ora in grado di ritirarsi in Cina. Diverse centinaia di soldati delle Bandiere nere, demoralizzati dalla facilità con cui Courbet e Millot li avevano sconfitti, si arresero ai francesi nell'estate del 1884. Uno dei successi di Millot fu quello di avanzare lungo il Fiume Chiaro e di cacciare l'esercito delle Bandiere Nere da Tuyên Quang nella prima settimana di giugno, ancora una volta senza una sola vittima francese. Se i francesi avessero continuato l'inseguimento di Liu dopo la presa di Tuyên Quang, le Bandiere nere sarebbero state probabilmente cacciate dal Tonchino. Ma l'attenzione francese fu distolta dall'improvvisa crisi con la Cina provocata dall'imboscata di Bắc Lệ (23 giugno 1884) e, durante la movimentata estate del 1884, le Bandiere Nere non subirono attacchi.

## Tuyên Quang e Hòa Mộc

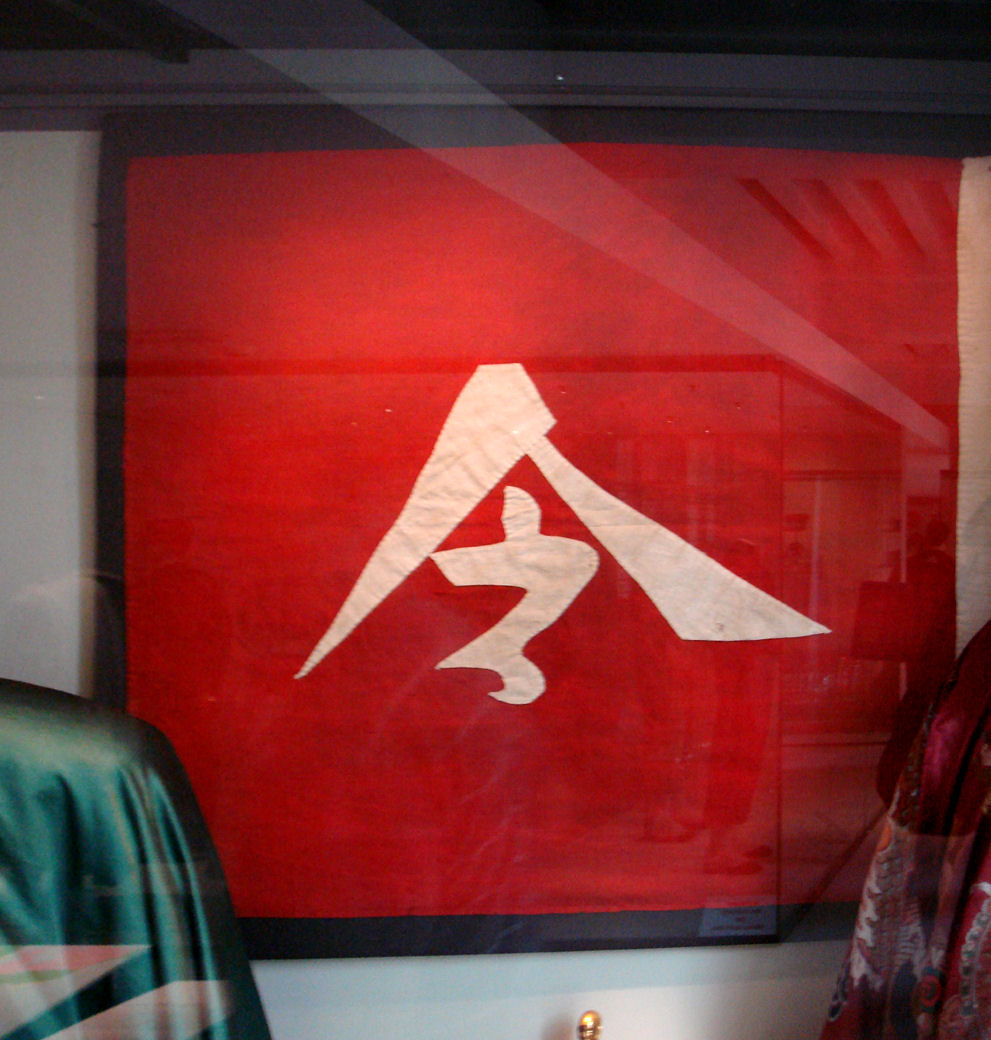
Uno stendardo dell'Esercito della bandiera nera, catturato dai francesi a Hòa Mộc, ora esposta al Musée de l'Armée di Parigi

La fortuna di Liu cambiò con scoppio della guerra franco-cinese nell'agosto 1884. L'imperatrice madre Cixi reagì alla notizia della distruzione della Flotta del Fujian nella battaglia di Fuzhou (23 agosto 1884) ordinando ai suoi generali di invadere il Tonchino per cacciare i francesi da Hanoi. Tang Jingsong, il comandante dell'esercito dello Yunnan, sapeva che i servizi di Liu sarebbero stati preziosi nella guerra contro la Francia. Anche se Liu aveva ricordi amari del suo precedente servizio come alleato della Cina, rispettava Tang (l'unico comandante cinese ad aver contribuito con truppe alla difesa di Sơn Tây) e accettò di prendere parte con l'Esercito della bandiera nera alla successiva campagna militare. Nominato generale di divisione dell'esercito dello Yunnan, Liu aiutò le forze cinesi a fare pressione su Hưng Hóa e sulle postazioni francesi isolate di Phu Doan e Tuyên Quang durante l'autunno del 1884. Nell'inverno e nella primavera del 1885 comandò 3000 soldati delle Bandiere nere durante l'assedio di Tuyên Quang. Nella battaglia di Hòa Mộc (2 marzo 1885) l'Esercito della bandiera nera inflisse pesanti perdite ad una colonna francese che marciava in soccorso di Tuyên Quang..
Una delle condizioni del trattato di pace tra Francia e Cina che pose fine alla guerra franco-cinese (trattato di Tientsin) era che Liu e l'Esercito della bandiera nera lasciassero il Tonchino. Alla fine della guerra, Liu aveva sotto il suo comando solamente 2000 soldati circa e non era in grado di resistere alle pressioni di Tang Jingsong e degli altri comandanti dell'esercito dello Yunnan. Liu passò in Cina con alcuni dei suoi seguaci più fedeli, ma il grosso dell'Esercito della bandiera nera fu sciolto in territorio tonchinese nell'estate del 1885. Senza paga da mesi ma ancora in possesso dei fucili, la maggior parte dei soldati della Bandiera nera si diede immediatamente al banditismo e ci vollero mesi perché i francesi riuscissero a domarli. La rotta tra Hưng Hóa e la città di confine di Lào Cai fu resa sicura solo nel febbraio 1886. Nel frattempo, il governo Qing premiò Liu per i suoi servizi nella guerra franco-cinese con una nomina militare di secondo grado nella provincia di Guangdong.
Le forze della Bandiera Nera di Liu continuarono a combattere i francesi nel Tonchino dopo la fine della guerra franco-cinese.

## Difesa della Repubblica di Taiwan
Nel 1895, con il trattato di Shimonoseki, che pose fine alla prima guerra sino-giapponese, Taiwan fu ceduta dalla Cina al Giappone. I taiwanesi tentarono di resistere all'occupazione giapponese e, il 25 maggio 1895 Tang Jingsong, al tempo governatore cinese dell'isola, proclamò la Repubblica di Taiwan e ne divenne il presidente. A Liu, nominato generale di brigata, fu dato il comando delle forze di resistenza nel sud di Taiwan. Dieci giorni dopo aver dichiarato l'indipendenza, Tang Jingsong fuggì nella Cina continentale, e Liu lo sostituì come capo del governo (anche se non successe, come spesso si sostiene, alla presidenza). Alla fine di maggio 1895 le forze giapponesi sbarcarono vicino a Keelung, sulla costa settentrionale di Taiwan, e procedettero alla conquista dell'isola. Tra giugno e agosto i giapponesi sconfissero le forze taiwanesi nel nord e nel centro dell'isola e nell'ottobre 1895 tre colonne giapponesi avanzarono su Tainan, spazzando via le forze di Liu. Il 20 ottobre 1895 Liu fuggì sul continente a bordo della nave mercantile SS Thales battente bandiera britannica, inseguito dall'incrociatore giapponese Yaeyama. Lo Yaeyama abbordò il Thales in acque internazionali al largo di Amoy (l'attuale Xiamen), ma la sua squadra d'abbordaggio non fu in grado di arrestare Liu, che era travestito da coolie. L'incidente provocò una protesta diplomatica da parte del Regno Unito e portò a scuse ufficiali da parte del governo giapponese. Il 21 ottobre 1895 Tainan capitolò ai giapponesi. Il crollo della resistenza taiwanese fu l'inizio di cinque decenni di dominio giapponese a Taiwan.

## Ultimi anni e riconoscimenti
Liu Yongfu sopravvisse alla dinastia Qing e morì il 9 gennaio 1917: la sua reputazione crebbe con il passare degli anni. A lui sono dedicate la via Yongfu e la scuola elementare Yongfu nel Distretto Centrale Ovest di Tainan.